# Batthyány család

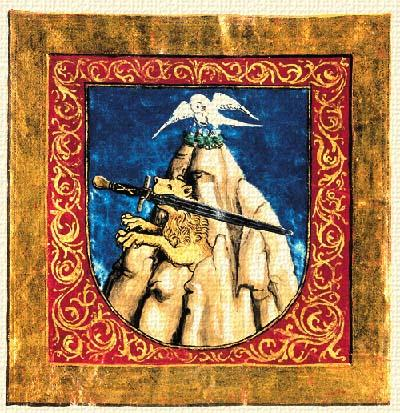
Batthyány Boldizsár és Benedek 1500. december 12-én Budán II. Ulászlótól kapott címere

A Batthyány család címere a Siebmacher féle címeres könyvből

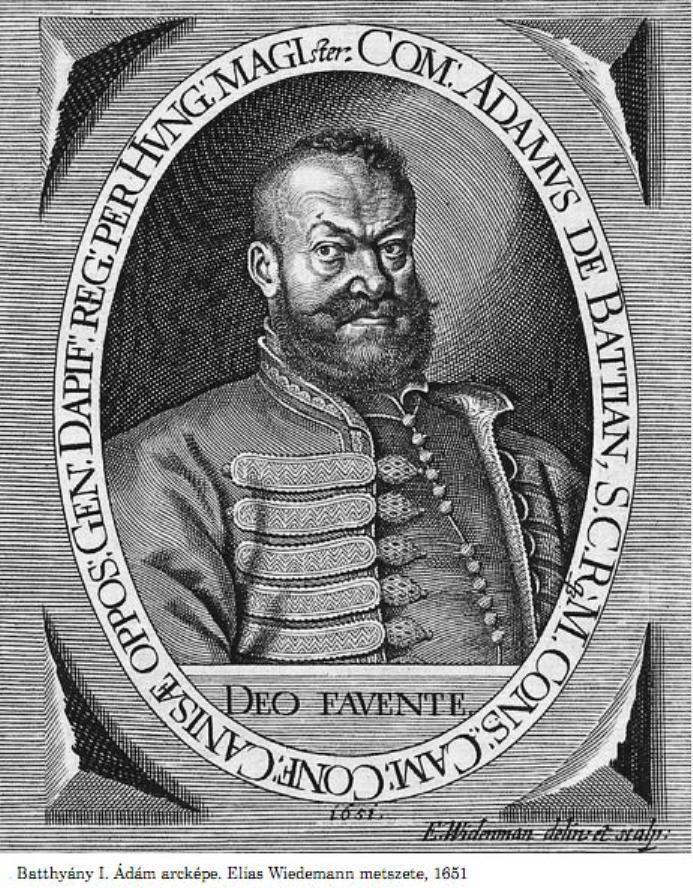
Gróf Batthyány I. Ádám (1610 – 1659), királyi kamarás

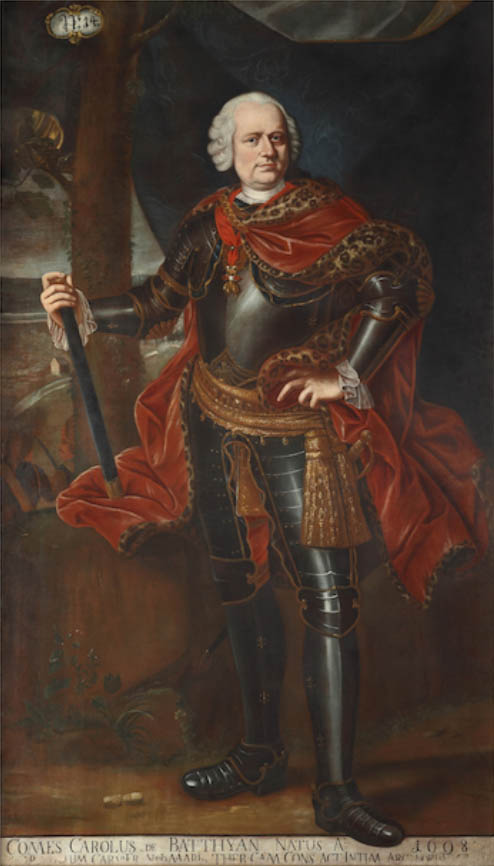
Herceg Batthyány Károly József (1698–1772), tábornok

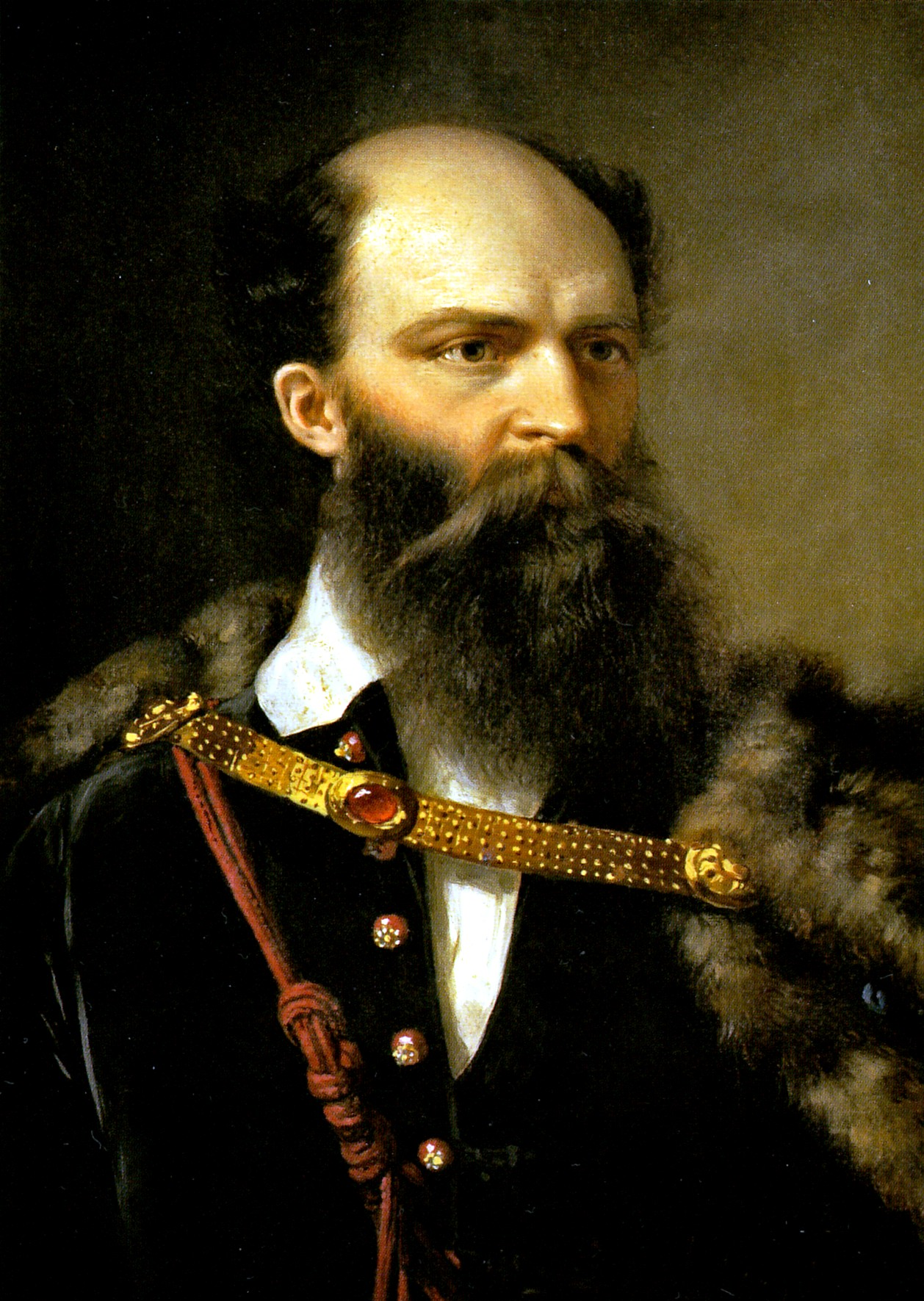
Gróf Batthyány Lajos (1807–1849), az első magyar miniszterelnök

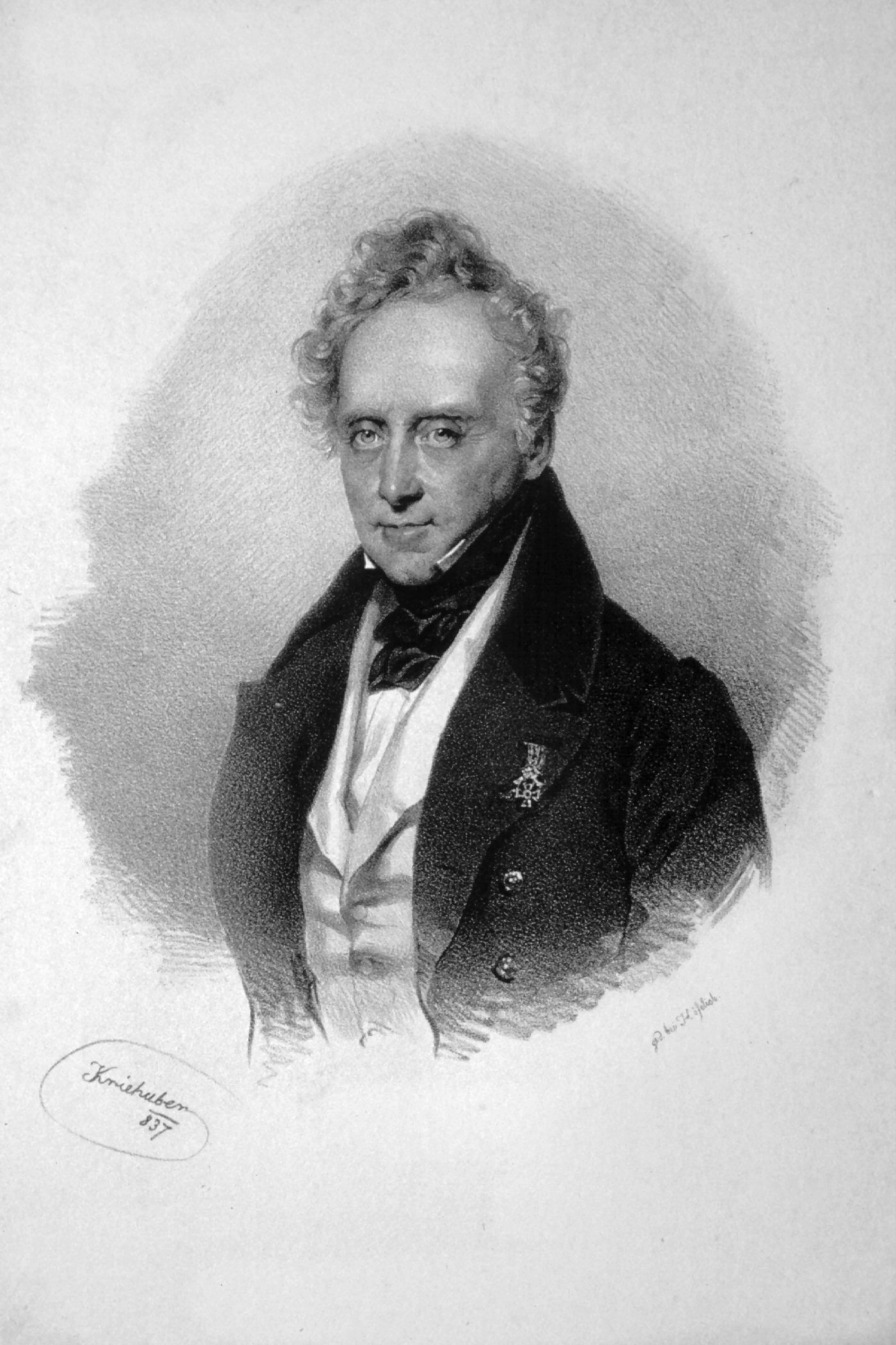
Herceg németújvári Batthyány-Strattmann Fülöp (1781–1870), Vas vármegye örökös és valóságos főispánja, császári-királyi kamarás, a nemesi felkelők ezeres kapitánya, valóságos titkos tanácsos

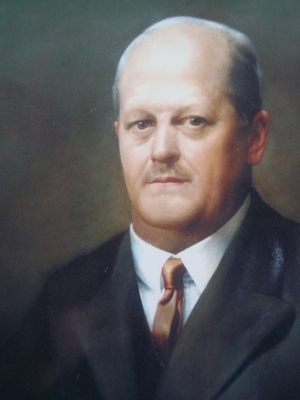
Boldog herceg németújvári Batthyány-Strattmann László (1870–1931), a „szegények orvosa”, császári és királyi kamarás, az Aranygyapjas rend lovagja, Vas vármegye örökös főispánja

A németújvári gróf Batthyány család egy magyar főnemesi család, amely mai napig élő tagokkal rendelkezik. A családnak van egy grófi és egy hercegi ága, utóbbi a Batthyány-Strattmann név alatt létezik, és 1764 óta a „római szent birodalmi hercegi” rangot viseli. A család néhány tagja a „németújvári” nemesi előnév mellett a „szabadbattyáni” nemesi előnevet is viselte; Magyarország első miniszterelnökné zicsi és vázsonykői gróf Zichy Antónia (1816–1888) gyászjelentésén néhai férje úgy szerepelt mint németújvári és szabadbattyáni gróf Batthyány Lajos (1807–1849).

## A család története

### A középkor
A Batthyány család eredeti neve „Kővágóörsi” volt, és a Veszprém vármegyei Felsőörsről származtak, amelynek legelső ismert, írott emléke 1318-ból származik, Superior villa Wrs formában (Csánki III. 89). 1341-ből Kwvagowrs írásmóddal említik (Csánky, ugyanott). Nemességüket a honfoglalás korára vezették vissza. A Batthyány család legkorábban ismert férfi ági őse "Wrsi Buhna", akinek a fia, "Ugra", akinek a fia, Bellus, aki 1155-ben élt. Ekkoriban a Batthyány család apai ági felmenői a dunántúli köznemességnek a rétegéhez tartoztak. Bellusnak három ismert fiúgyermeke volt: Miske (fl. 1205–1257), Mihály és Absa. Ennek a Miskének négy fia ismert, és a legifjabb Pál, vitte tovább a Batthyány családot. Miske fia, Páltól származott Kővágóörsi Mátyás (fl. 1272–1299), akinek a fia, Kővágóörsi Mihály (fl. 1299). Mihály fia, Miklós mester (fl. 1333–1340), feleségül vette Kővágóörsi Katalint, Kővágóörsi Miske fia Pál lányát. Kővágóörsi Miklós fia György mester, az esztergomi vár procuratora volt. György a megkötött házassága révén 1398-ban megszerezte Battyán falut (a mai Szabadbattyán), felesége, Gutori János lánya Katalin, családjától. György 1395-ben szerepelt mint udvari vitéz ("aule regiæ miles"), és sógorával, Gutori János fia Mihállyal együtt szerezte meg a Somogy vármegyei Varang nevű birtokot királyi adományként. 1409-ben Gutori Katalin, már Kővágóörsi György özvegye, és akkor Csapy Tamás fia, Miklós fia, Csapy András királyi udvar tagjának és familiárisának, a Sárkány Lovagrend tagjának a felesége volt.
Kővágóörsi György fia, Albert azután a Battyáni nevet vette fel, amit utódai később Batthyány formára változtattak (eredeti kiejtése: battyáni, mai közkeletű ejtése: battyányi). Batthyány Albert feleségül vette tapsonyi Anthymus Klára kisasszonyt, akinek az apja thapsoni Anthymus János mester (fl. 1368–1423), a királyság alnádora 1408 és 1419 között. Batthyány Albertnek két fiúgyermeke volt: az egyik, Geresgáli Batthyány Péter, akitől származik a geresgáli Batthyány család, és a másik Batthyány András volt, akinek a neje Szerdahelyi Imreffy Veronika volt.
Batthyány András és szerdahelyi Imréffy Veronika fia, Batthyány Boldizsár (†1520), fiatal korában a kőszegi vár várnagya volt, később Magyarország alországbírája lett, amely igen magas méltóságnak számított egy tehetős köznemes számára. Grebeni Hermanfi László alnádor lányát, Ilonát (fl. 1480–1505) vette el, aki több gyermekkel áldotta meg őt: Batthyány Ágnes, akinek a férje a bajnai Both családnak a sarja, bajnai Both Ferenc (†1526), Szlavónia adószedője, földbirtokos; Batthyány Perpetua, szerdahelyi Dersffy Miklós neje; Batthyány Ferenc és Batthyány Boldizsár.
1500. december 12-én II. Ulászló magyar király családi címert adományozott Batthyány András fiának, Boldizsárnak és rokonának Batthyány Benedeknek. Batthyány Benedek, valójában Alapi András és Kővágóörsi György fia László lányának, Batthyány Margitnak a fia volt, és édesanyja vezetéknevét viselte. Batthyány Benedek a királyi kincstartó volt a Jagelló korban.

### Az újkor
1522-ben, Batthyány Boldizsár alországbíró fia, Batthyány Ferenc (1497–1566) királyi adományul több Vas vármegyei birtokot kapott. Ezek közül a legfontosabb Németújvár volt (ma Güssing, Burgenland). A török hódítás következtében a család a battyáni birtokát elvesztette és Németújvárra tette át székhelyét. Batthyány Ferenc ezután a Habsburgok pártjára állt és Szapolyai János király ellen harcolt. Érdemei jutalmául számos további birtokadományban részesült, és 1563-ban, Miksa király uralkodása kezdetén már a legelőkelőbb magyar főúrnak számított a Királyi Magyarországon. Ferenc, Ban of Croatia, Dalmatia and Slavonia (1522–26)+(1527–31), Két felesége volt, alsólendvai Bánffy Katalin, alsólendvai Bánffy Miklós, ajtónállómester, Pozsony vármegye főispánja és Margareta von Sagan hercegnő lánya. A második neje Svetkovics Katalin volt. A két gyermektelen házassága után, birtokai és vagyona, testvére Batthyány Boldizsár gyermekeire szállt. Az egyik gyermeke ennek a Boldizsárnak, Batthyány Kristóf (†1570) volt, aki a második feleségétől, Svetkovics Erzsébettől, született Batthyány Boldizsár (c. 1535 – 1590) humanista műveltségű könyvgyűjtő, mecénás és hadvezér. 1566 január 1-jén feleségül vette Zrínyi Dorottyát (†1617), Zrínyi Miklós, a szigetvári hős, és Frangepán Katalin grófnő lányát.
Batthyány Boldizsár (†1590) és Frangepán Katalin egyetlen fiúgyermeke, Batthyány Ferenc (1573–1625), lovászmester, Sopron vármegye főispánja; felesége, gróf Eva Popel von Lobkowicznak tőle származik Batthyány I. Ádám, akinek felesége Formentini Aurora, Batthyány II. Kristóf és Batthyány Pál édesanyja.
A grófi címet 1630-ban Batthyány I. Ádám királyi kamarás, Batthyány Ferenc és gróf Eva Popel von Lobkowicz fia, kapta meg. Unokája, Batthyány (II.) Ádám országbíró feleségül vette gróf Strattmann Eleonórát, akitől két fia született, Lajos és Károly. Utóbbi 1755-ben megkapta az engedélyt édesanyja és édesapja vezetéknevének kettős használatára (Batthyány-Strattmann). 1764-ben pedig római szent birodalmi hercegi rangot nyert, és ezzel, Batthyány Károly József (1698–1772) az 1. Batthyány-Strattmann herceg lett. Innentől a családnak grófi, illetve hercegi ágát tartják nyilván.
Batthyány Ferenc (1577–1629), lovászmester, Sopron vármegye főispánja és gróf Eva Popel von Lobkowicz másik unokája, Batthyány Pál (1639–1674) volt, aki Trencsénben 1661. január 22-én vette el gróf illésházai Illésházy Katalint. Frigyükből két fiúgyermek született, Batthyány Ferenc és Batthyány Zsigmond gróf, azonban csak az utóbbi vitte tovább a családot. Batthyány Zsigmond (†1728) gróf 1695-ben házasodott meg gróf Elisabeth Rosina von Gallenberg (1670–1731) asszonnyal, aki 9 gyermekkel áldotta meg. A negyedik születésű gyermeke, gróf Batthyány Zsigmond (1712–1777) 1737-ben elvette gróf Rosalia von Lengheimb (1707–1788) kisasszonyt, akinek tőle született gróf Batthyány Miksa (1739–1805). Batthyány Miksa gróf kétszer nősült meg, az első neje, gróf Batthyány Anna Mária, akitől két fiúgyermeke született, de korán hunytak el. A második neje, Magdalena Flässer, akitől származott az egyetlen örököse, gróf Batthyány József (1777–1812); József 1801. szeptember 7-én Szombathelyen házasságot kötött lomnnicai Skerlecz Borbála (1782-1834) kisasszonnyal, akinek a szülei lomnicai Skerlecz Ferenc (1731–1802), helytartó tanácsos, békési főispán, udvari tanácsos, a Szent István-rend lovagja, és a nemeskéri Kiss család sarja nemeskéri Kiss Rozália (1739–1842), voltak. Batthyány József gróf és Skerlecz Borbála egyik gyermeke, gróf németújvári Batthyány Lajos (1807–1849), Magyarország első alkotmányos miniszterelnöke, vértanú volt. Battyány Lajos gróf feleségül vette az előkelő főnemesi gróf zicsi és vázsonykői Zichy családból való zicsi és vázsonykői gróf Antóniát (1816–1888), akinek a szülei zicsi és vázsonykői gróf Zichy Károly (1785–1876), császári és királyi kamarás, földbirtokos és németújvári gróf Batthyány Antónia (1789–1825) voltak.

## A Batthyány-Strattmann hercegi cím
Az 1764-ben római szent birodalmi hercegi rangot nyert Batthyány Károly József (1698–1772), az 1. Batthyány-Strattmann herceg ága azonban fiaiban kihalt. A hercegi rang ezután bátyjának, gróf Batthyány Lajos nádornak leszármazottaira szállt át, elsőszülöttségi jogon; Lajos nádornak gróf Kinsky Teréziától született fia, gróf Batthyány Ádám (1722–1787) lett a 2. Batthyány-Strattmann herceg. Batthyány-Strattmann Ádám herceg és gróf illésházai Illésházy Terézia házasságából született herceg németújvári Batthyány-Strattmann Lajos (1753-1806), a 3. Batthyány-Strattmann herceg. a 4. Batthyány-Strattmann herceg, pedig ennek a Lajosnak és gróf Marie Elisabeth von Pergennek (1755–1815) a fia, herceg németújvári Batthyány Fülöp (1781–1870), Vas vármegye örökös és valóságos főispánja, császári-királyi kamarás, a nemesi felkelők ezeres kapitánya, valóságos titkos tanácsos, lett, aki bőkezű mecénás is volt, és gróf Batthyány Iván öccsével együttesen ugyanúgy 60 ezer forintot ajánlott fel az 1825-ös pozsonyi országgyűlésen a Magyar Tudományos Akadémia (Tudós Társaság) megalapítására, mint gróf Széchenyi István.
Mindkettő fivérnek, herceg Batthyány-Strattmann Fülöpnek és gróf Batthyány Ivánnak, azonban csupa leányai születtek, akik nem örökölhették a Batthyány-Strattmann hercegi címet. Ekkor, a hercegi cím átszállt a családnak a másik ágára: herceg Batthyány-Strattmann Ádám (1722–1787), a 2. Batthyány-Strattmann herceg fivérének, gróf Batthyány Tódornak (1729–1812) a unokájára, gróf németújvári Batthyány Gusztávra (1803–1883), aki ezzel az 5. Batthyány-Strattmann herceg lett. Herceg Batthyány-Strattmann Gusztávnak, nejétől, Ahrenfeld Wilhelmina bárónőtől született egyetlenegy fia, gróf Batthyány-Strattmann Ödön (1826–1914), vitorlás bajnok, az első magyar vitorlásklub elnöke, valóságos belső titkos tanácsos, császári és királyi kamarás, Vas vármegye örökös főispánja, több lovagrend kitüntetésének a birtokosa, aki a 6. Batthyány-Strattmann herceg lett.
1914-ben herceg németújvári Batthyány-Strattmann Ödön (1826–1914), a 6. Batthyány-Strattmann herceg, gyermekek nélkül hunyt el; ekkor királyi engedéllyel a hercegi címet és a Strattmann nevet a legközelebbi illetékes Batthyány családbeli férfira, az igen távoli rokonára, gróf németújvári Batthyány László orvosra, a „szegények orvosá-ra, aki a 7. Batthyány-Strattmann herceg lett. Elsőszülött fia korai halála után, másodszülött fia, gróf Batthyány László (Köpcsény, 1904. június 23. – Bécs, 1966. március 28.), diplomás mérnök, az Aranygyapjas rend lovagja, máltai lovag, Vas vármegye örökös főispánja, a felsőház örökös tagja, pápai titkos kamarás, apjának a hercegi címét örökölte meg, és ezzel a 8. Batthyány-Strattmann herceg lett. Ennek a 8. herceg Batthyány-Strattmann Lászlónak, feleségétől, herceg Antoinette zu Windisch-Grätztől született fia, gróf Batthyány László (Budapest, 1938. március 26. – Bécs, 2015. február 14.), máltai lovag, pápai titkos kamarás, aki apja halála után lett a 9. Batthyány-Strattman herceg. Herceg Batthyány-Strattmann László (1938–2015) feleségól vette Trauttmansdorff an der Leitha városában 1964. december 27-én Veronika Hauschka von Treuenfels (*Bécs, 1942. március 20.) kisasszonyt, akinek tőle született két fiúgyermeke: gróf Batthyány László, a 10. Batthyány-Strattmann herceg, valamint gróf Batthyány Dominik.
A jelenlegi Batthyány-Strattmann herceg, boldog herceg Batthyány-Strattmann Lászlónak (1870–1931), a „szegények orvosá”-nak a dédunokája, herceg Batthyány László (Bécs, 1970. július 9.), máltai lovag, aki a 10. Batthyány-Strattmann herceg.

## A család jelentősebb tagjai
- Batthyány Benedek 1511, budai várnagy
- Batthyány Boldizsár (1542–1590), humanista tudós, alkimista, könyvgyűjtő
- Batthyány (I.) Ádám (1610–1659) gróf (1630), császári és királyi kamarás
- Batthyány (II.) Ádám (1662–1703) gróf, altábornagy, dunántúli és Kanizsával szembeni végvidéki főkapitány, országbíró
- Batthyány Lajos Ernő nádor (1696–1765), kancellár, nádor
- Batthyány Károly József (1698–1772) herceg (1764), tábornok, II. József császár nevelője
- Batthyány József (1727–1799), kalocsai, majd esztergomi érsek
- Batthyány Ignác (1741–1798), erdélyi püspök, könyvtáralapító
- Batthyány Nepomuk János, Torontál vármegye főispánja, Batthyány Johanna apja
- Esterházy Johanna (született Batthyány Johanna) hárfás és mecénás (1798–1880)
- Batthyány Franciska grófné (1802–1861)
- Batthyány Kázmér (1807–1854) politikus, a Szemere-kormány külügyi- illetve ideiglenes földművelés-, ipar- és kereskedelemügyi miniszter
- Batthyány Lajos (1807–1849), az első magyar miniszterelnök, vértanú
- Batthyány Gusztáv (1803–1883) herceg, Angliában élt és a versenylótenyésztéssel foglalkozott
- Batthyány Ödön (1826–1914) herceg, politikus, sportoló. Az első magyar vitorlás sportegylet alapítója.
- Batthyány Ilona (1842–1929) grófnő, Cinkota jótevője
- Batthyány Lajos (1860–1951) politikus, Fiume kormányzója, Győr országgyűlési képviselője
- Batthyány-Strattmann László (1870–1931), „a szegények orvosa”, 2003-ban a katolikus egyház boldoggá avatta
- Batthyány Ervin (1877–1945) anarchista politikus, közíró
- Batthyány Gyula (1887/8–1959) híres festőművész
- Batthyány Margit grófnő (1914–1959), Franciaországban élt és versenylótenyésztéssel foglalkozott.
- Batthyány Bálint gróf (1942–) a Batthyany Kultur-Press Kft többségi tulajdonosa
- Batthyány-Strattmann László Pascal (1938–2015) herceg
- Batthyány-Strattmann László Ödön (*1970) herceg

## Családi legendák
Zsófia főhercegné, Ferenc József császár anyja felkínálta bájait az akkori férfi szépségideált megtestesítő Lajos grófnak, a későbbi miniszterelnöknek, de visszautasításra lelt, s az sem kizárt, hogy az 1848–49-es forradalom és szabadságharc leverését követően Zsófia bosszúvágya is szerepet játszhatott a gróf kivégzésében.